# Polyvinylacetat
Polyvinylacetat (PVA eller PVAc), bindemedel som används i bland annat lim för porösa material som trä , vissa typer av latexfärger samt som bindemedel i textilier och papper. Polyvinylacetat är en polymer och, till dess att det härdat, vattenlösligt och förtunnbart med vatten och alkohol.
Trälim av PVA tål en viss grad av fukt och kan användas både inom- och utomhus. Typisk presstid är 25 minuter för furu vid 25 °C och 65 % relativ fuktighet. I för fuktiga eller våta miljöer bör istället ett marinlim användas.

Kemisk formel för polyvinylacetat.